# Tell Khanzir
Tell Khanzir (tiếng Ả Rập: تل خنزير) là một ngôi làng Syria nằm ở Al-Tamanah Nahiyah ở huyện Maarrat al-Nu'man, Idlib. Theo Cục Thống kê Trung ương Syria (CBS), Tell Khanzir có dân số 1231 trong cuộc điều tra dân số năm 2004.